# Ognjen Matic
Ognjen Matic (* 21. August 1989 in Split) ist ein australischer Handballspieler jugoslawischer Herkunft.
Matic kam 1997 mit seinen Eltern nach Australien. Dort spielte er Handball an der Cabramatta High School. 2006 wurde er in die U18-New-South-Wales-Auswahl berufen. 2008 gab der 1,97 Meter große linke Rückraumspieler sein Debüt für die australische Nationalmannschaft, mit der er an den Weltmeisterschaften 2009 in Kroatien, 2011 in Schweden und 2013 in Spanien teilnahm.
2012 wurde Matic mit seinem Verein, dem Sydney University Handball Club, New-South-Wales-Meister, gewann die ozeanische Club-Meisterschaft und nahm daraufhin am Super Globe, der Weltmeisterschaft für Vereinsmannschaften, in Doha teil.
Über den deutschen Physiotherapeuten der Nationalmannschaft bei der WM 2013, Falk von Hollen, zu dieser Zeit auch Trainer beim Landesligisten HSG EGB Bielefeld, kam Matic nach Deutschland, wo er im Sommer 2013 beim Oberligisten TuS 97 Bielefeld/Jöllenbeck mittrainierte. Im August 2013 verpflichtete ihn die HSG Augustdorf/Hövelhof. Bereits im Dezember 2013 kehrte der gelernte Sportlehrer, der in Deutschland als Lagerarbeiter arbeitete, in seine Heimat zurück.